# Mélanie Delattre
 (novembre 2018).
Mélanie Delattre est une journaliste française d'investigation spécialisée en économie et en finance. Après avoir travaillé pour l'hebdomadaire Le Point, elle est depuis 2023 directrice de la société Axis & Co.

## Biographie
Après une maîtrise de gestion à l'université Paris-Dauphine et un diplôme en journalisme à l'Institut d'études politiques de Paris, Mélanie Delattre intègre la rédaction du Figaro, où elle travaille dans le secteur consacré au monde de l'entreprise.
Elle rejoint Le Point en 2004. Responsable de l'actualité économique et financière du magazine jusqu'en 2012, elle couvre la crise financière de 2008, l'affaire Kerviel, le scandale Madoff et publie plusieurs enquêtes sur les paradis fiscaux et les méfaits de la finance folle. 
En 2012, elle rejoint le service Investigation du Point et publie avec Christophe Labbé ou Clément Fayol de nombreuses révélations sur la vie politique française dont une enquête le 27 février 2014 qui marque le début de l'affaire Bygmalion (cfr. infra section Articles de presse).
Elle est également l'auteure, en collaboration avec Emmanuel Lévy, de l'hebdomadaire Marianne, de deux essais ; le premier, intitulé L’homme qui valait cinq milliards. Quand le capitalisme financier devient fou (publié en 2008) est consacré à Jérôme Kerviel ; le second, intitulé Un quinquennat à 500 milliards d'euros (publié en 2012), dresse le bilan économique et financier du quinquennat de Nicolas Sarkozy. Selon l'hebdomadaire économique Challenges, ce dernier livre est une « enquête fouillée » et détaillée, mettant en exergue des abus ou autres dépenses superflues, et disséquant la révision générale des politiques publiques et la politique fiscale du gouvernement de François Fillon, mais présentant cependant le tort d'avoir insuffisamment pris en compte l'effet de la crise économique sur les finances publiques.

## Condamnations judiciaires
- Le 16 novembre 2012, à la suite de l'article intitulé « Un Madoff Malien » paru dans Le Point le 7 janvier 2010, Mélanie Delattre est condamnée par le tribunal correctionnel de Paris pour avoir « publiquement diffamé Aliou Boubacar Diallo »[4].
- En décembre 2014, la 17e chambre du tribunal correctionnel de Paris condamne pour "atteinte à l'honneur ou à la considération de la personne" Mélanie Delattre, ainsi que quatre autres journalistes, à payer 500 euros d'amende, et à verser solidairement avec ses co-auteurs 4000 euros de dommages et intérêts à Rachida Dati, pour des passages d'un portrait publié dans Le Point le 8 novembre 2012[5].
- Le 2 juin 2015, Mélanie Delattre, ainsi que les journalistes Jean-Michel Decugis et Christophe Labbé, ont été condamnés pour avoir publié des informations non-vérifiées et diffamatoires au sujet de Bernard Tapie[6].
- Le 27 juillet 2015, le tribunal de grande instance de Paris condamne Le Point à payer une indemnité provisionnelle à Yves Bouvier pour avoir porté atteinte à sa vie privée dans un article signé Mélanie Delattre et Christophe Labbé (numéro 2228 du 21 mai 2015)[7]. La journaliste a depuis été relaxée dans cette affaire par la cour d’appel de Metz le 23 juin 2016[8].
- Le 15 octobre 2015, Mélanie Delattre, ainsi que le directeur de la publication du magazine Le Point, Etienne Gernelle, ont été condamnés à verser respectivement 1 500 euros et 1 000 euros pour diffamation à Yazid Sabeg, ancien commissaire à la diversité et à l'égalité des chances, par le tribunal de grande instance de Metz dans le cadre d'un article intitulé, « les tribulations d'un business man »[9]. Son avocat affirme qu'elle a été relaxée par la cour d’appel de Metz en juin 2016, et que la Cour de cassation a rejeté le pourvoi de Yazid Sabeg par arrêt en octobre 2017[8].
- Le 27 avril 2017, la cour d'appel de Paris a confirmé la condamnation en diffamation du magazine Le Point, qui dans le premier article sur l'affaire Bygmalion le 27 février 2014, accusait Jean-François Copé d'avoir volé l'UMP. Le journal est condamné à 1 500 euros d'amende, les deux journalistes auteurs de l'article, Mélanie Delattre et Christophe Labbé, ont été condamnés chacun à 1 000 euros d'amende,  un euro de dommages et intérêts et 3 000 euros pour les frais de justice[10],[11]. L'arrêt fait actuellement l'objet d'un pourvoi devant la Cour de Cassation[8].

À la suite de la polémique sur sa biographie de Jean-Luc Mélenchon, le site Arrêt sur images a publié un article récapitulatif détaillé et sourcé concernant l'ensemble des condamnations judiciaires de Mélanie Delattre. Selon Libération, la journaliste conteste les informations d'Arrêt sur images dans deux des cas, et elle refuse de répondre si elle aurait tenté de « corriger » sa fiche Wikipédia pour supprimer la section au sujet des condamnations.

## Publications

### Livres
- L’homme qui valait cinq milliards : Quand le capitalisme financier devient fou  (en collaboration avec Emmanuel Lévy), First éditions, 2008.
- Un quinquennat à 500 milliards d'euros  (en collaboration avec Emmanuel Lévy), Éditions Mille et Une Nuits, 2012.
- Mélenchon, aux portes du pouvoir  (en collaboration avec Clément Fayol), First éditions, 2018.

### Articles de presse
- Mélanie Delattre, « Fonds d'investissement, les chasseurs de primes du capitalisme », Le Point,‎ 16 novembre 2006.
- Mélanie Delattre, « La City saisie de vertige », Le Point,‎ 18 septembre 2008.
- Mélanie Delattre, « L'argent caché des paradis fiscaux et Iles Caimans: eaux transparentes et fonds opaques », Le Point,‎ 26 février 2009
- Mélanie Delattre, « Le trust, arme des milliardaires pour échapper à l'impôt », Le Point,‎ 15 décembre 2011 (lire en ligne).
- Jean-Michel Decugis, Mélanie Delattre et Christophe Labbe, « L'incroyable saga Wildenstein, l'affaire qui fait trembler les riches », Le Point,‎ 3 février 2011 (lire en ligne).
- Jean-Michel Décugis, Mélanie Delattre et Christophe Labbé, « Comment Monsieur Takieddine est entré dans le cœur de la sarkozie », Le Point,‎ 29 septembre 2011 (lire en ligne).
- « Les drôles d'amis de Claude Guéant », Le Point,‎ 9 mai 2013 (lire en ligne).
- Melanie Delattre et Christophe Labbé, « L'appartement à sept millions d'euros de Thomas Fabius », Le Point,‎ 30 avril 2013 (lire en ligne).
- Mélanie Delattre et Christophe Labbé, « L'affaire Copé  : des copinages qui coûtent cher à l'UMP », Le Point,‎ 27 février 2014 (lire en ligne), l'enquête qui marque le début de l'affaire Bygmalion.
- Mélanie Delattre et Christophe Labbé, « Villa Pamplemousse, la propriété secrète des Balkany », Le Point,‎ 13 novembre 2013 (lire en ligne).
- Mélanie Delattre et Christophe Labbé, « Alexandre Djouhri, l'homme qui arrange les affaires des grands de ce monde », Le Point,‎ 30 juillet 2015 (lire en ligne).
- Mélanie Delattre et Christophe Labbé, « Loi travail : Julien Coupat dans le viseur de la DGSI », Le Point,‎ 2 juin 2016 (lire en ligne).
- Mélanie Delattre et Clément Fayol, « Dans la famille Balkany, le juge demande le fils », Le Point,‎ 2 mars 2017 (lire en ligne, consulté le 8 novembre 2018).
- Mélanie Delattre et Clément Fayol, « La "bande de la MNEF" : retour aux affaires », Le Point,‎ 6 avril 2017 (lire en ligne, consulté le 8 novembre 2018).
- Mélanie Delattre et Clément Fayol, « Une plainte maçonnique contre "frère" Mélenchon ? », Le Point,‎ 4 mai 2017 (lire en ligne, consulté le 8 novembre 2018).
- « Les relations entre Paris et le "roi des forains" Marcel Campion épinglées par la Cour des comptes », Le Point,‎ 20 juillet 2017 (lire en ligne).
- Mélanie Delattre et Clément Fayol, « Après la purge à Riyad, Paris en quête de nouveaux réseaux », Le Point,‎ 16 décembre 2017 (lire en ligne, consulté le 8 novembre 2018).
- « Comment la maison corse de Hulot a rétréci », Le Point,‎ 1er février 2018 (lire en ligne).